# Mount Taylor (New Mexico)
Der Mount Taylor ist ein 3440 m hoher Vulkan in der Nähe von Albuquerque, New Mexico, USA; vor über einer Million Jahre war er das letzte Mal aktiv.
Er ist sowohl bei den Diné (Navajo) (als Tsoodzil (Bedeutung unbekannt), auch Dootl’izhiidziil (wahrscheinlich Na-Dené-Sprachfamilie für 'Türkisberg'), Heiliger Berg des Südens), als auch bei den Acoma einer ihrer heiligen Berge (sacred mountains).